# Kościół św. Kazimierza w Lesznie
Kościół św. Kazimierza w Lesznie – rzymskokatolicki kościół w Lesznie, znajdujący się przy al. Konstytucji 3 Maja 9a w południowo-wschodniej części miasta zwanej Przylesiem. Pełni funkcję świątyni parafialnej dla parafii o tym samym tytule.

## Historia budowy
Powstanie kościoła w tej części Leszna związane było z rozwojem miasta w kierunku wschodnim zapoczątkowanym w połowie lat siedemdziesiątych dwudziestego wieku. W 1979 roku do parafii św. Jana Chrzciciela w Lesznie należało 24 tys. wiernych. W związku z tym podjęto decyzję o budowie tymczasowej kaplicy, a w przyszłości kościoła dla wiernych zamieszkujących południowo-wschodnią część miasta. W 1990 roku parafia otrzymała od miasta teren pod budowę kościoła. W czerwcu tego roku odprawiono na placu pierwszą mszę świętą. W pierwszej fazie budowy rozpoczęto prace nad powstaniem kaplicy i domu parafialnego. Ukończono je już w 1992 roku. Rok później 1 lipca 1993 roku erygowana została nowa parafia pw. św. Kazimierza, a jej pierwszym proboszczem został ks. Grzegorz Robaczyk. Prace budowlane nad właściwą świątynią parafialną zainicjowano w 1998 roku. W 2003 roku odprawiona została w kościele pierwsza msza święta. Od tego momentu aż do dziś (2014) trwają prace wykończeniowe oraz związane z wyposażeniem wnętrza.